# Marie Victoire de Noailles

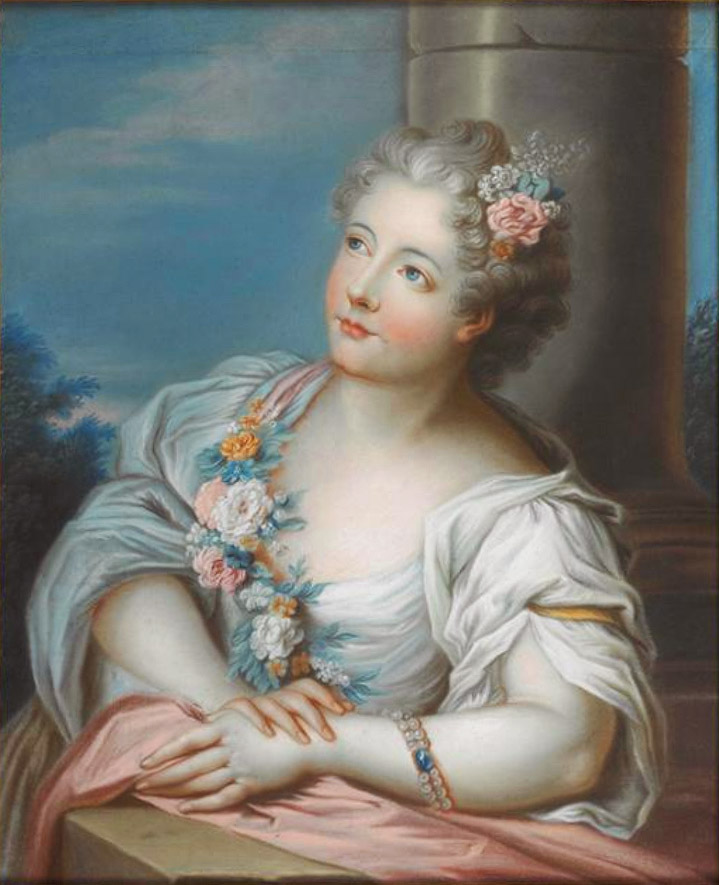
Marie Victoire de Noailles, Comtesse de Toulouse

Marie Victoire Sophie de Noailles (Versailles, 6 mei 1688 — Parijs, 30 september 1766) was een Franse vrouw van adel. Ze trad in het huwelijk met een zoon van koning Lodewijk XIV van Frankrijk.

## Jeugd
Ze werd geboren in het Kasteel van Versailles, de residentie van koning Lodewijk XIV. Ze was een dochter van Anne-Jules de Noailles (1650-1708), de tweede hertog van Noailles, en Marie-Françoise de Bournonville (1656-1748). Victoire was een van de twintig kinderen van haar ouders. Centraal in haar jeugd stond het leren van de perfecte omgangsvormen. En ook de sociale vertegenwoordiging was heel belangrijk. Victoire kreeg voor die tijd een zeer goede opleiding. Ze was erg goed in zang, dans, communiceren, aardrijkskunde, geschiedenis, wiskunde, talen, schilderen en tekenen zoals schetsen. 

## Eerste huwelijk
Victoire huwde in 1707 te Passy in Parijs met de Fransman Louis de Pardaillan, de Markies van Gondrin. Louis was een kleinzoon van Louis Henri de Pardaillan de Gondrin en diens vrouw Madame de Montespan. Zijn grootmoeder werd later beter bekend als Madame de Montespan, de beroemde maîtresse van Lodewijk XIV. Tijdens dit huwelijk werd Victoire een hofdame aan het hof van Versailles. Ze was een hofdame van de vrouw van Lodewijk XIV's kleinzoon, de hertog van Bourgondië, Maria Adelheid van Savoye. Later werd Maria Adelheid de dauphine van Frankrijk.
Uit Victoires eerste huwelijk werden twee kinderen geboren:
- Lodewijk (1707-1743), hertog d'Antin. Huwde Françoise Gillonne de Montmorency.
- Anton (1709-1741), markies van Gondrin.

## Tweede huwelijk
In 1712, overleden zowel haar man en de Dauphine van Frankrijk, waardoor de jonge weduwe en haar kleine kinderen alleen achterbleven. Op 1 september 1715 stierf de bijna 77 jaar oude koning Lodewijk XIV. Hij werd opgevolgd door de vijf jaar jonge Lodewijk XV. De jongste zoon van haar voormalige vriendin, de dauphine van Frankrijk. Na een aankondiging van hertog Filips II van Orléans, de regent van Frankrijk voor de jonge koning, trad Victoire voor een tweede keer in het huwelijk. Ze huwde met Lodewijk Alexander van Bourbon, de graaf van Toulouse op 2 februari 1723 te Versailles. Lodewijk Alexander was de jongste gelegitimeerde buitenechtelijke zoon van Lodewijk XIV en Madame de Montespan. Lodewijk Alexander was populair aan het hof en bezat vele militaire en Koninklijke onderscheidingen. Dankzij dit huwelijk kreeg Victoire de volgende titels: de Comtesse de Toulouse, de hertogin van Vendôme, de hertogin van Rambouillet, de hertogin van Arc-en-Barrois, de hertogin van Châteauvillain en de hertogin van Penthièvre. De laatste titel werd later aan haar zoon met Lodewijk Alexander gegeven.

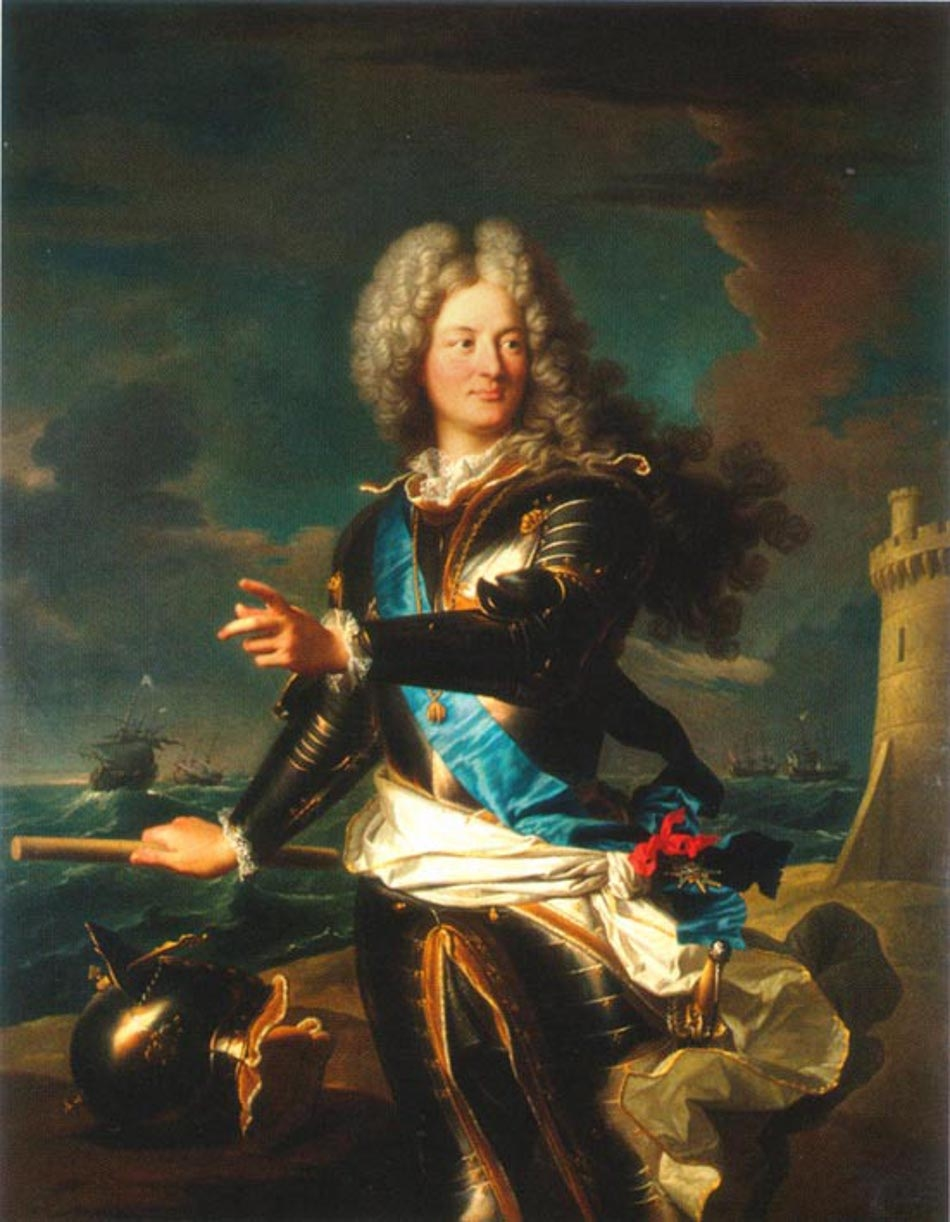
Victoires tweede echtgenoot, Lodewijk Alexander van Bourbon

Na twee jaar huwelijk werd het enige kind geboren, een zoon:
- Lodewijk Jan Maria (16 november 1725 - 4 maart 1793) trad in het huwelijk met Maria Theresia Félicia van Modena, een kleindochter van Filips II van Orléans, via zijn dochter Charlotte, die was namelijk gehuwd met Francesco III d'Este.

De Penthièvre-familie waren een van de weinige families in Frankrijk die appartementen hadden in Versailles. De familie moest deze echter afstaan toen de dochters van Lodewijk XV ouder werden.

## Weduwschap
Haar echtgenoot, Lodewijk Alexander, stierf op 1 december 1737, daardoor werd ze voor een tweede keer weduwe. In 1744 speelde Victoire een grote rol in het naderende huwelijk van haar derde zoon. Die huwde namelijk een koninklijke prinses, Maria Theresia Félicia van Modena. Ze was een nakomeling van Madame de Montespan, via diens dochter, Charlotte Aglaë, de hertogin van Orléans. 
Victoire had een zeer goede relatie met koning Lodewijk XV van Frankrijk. Volgens het boek van Nancy Mitford, over Madame de Pompadour, was Victoire de enige vrouw aan het hof die de koning kon zien zonder een officiële afspraak. Ze had ook toegang tot al zijn privé-papieren, ook die van de staat. Nadat zijn moeder stierf was de koning slechts twee jaar oud, over Victoire werd gezegd dat zij de dichtstbijzijnde persoon was die hem deed denken aan een moeder.

### Overlijden
Op 30 september 1766 stierf Victoire in het Hôtel de Toulouse, de woning van de comte de Toulouse te Parijs, gebouwd in opdracht van haar tweede echtgenoot. Net zoals haar tweede echtgenoot werd zij bijgezet in de familiecrypte in het Kasteel van Rambouillet. Maar haar lichaam en dat van haar echtgenoot werden later verhuisd naar Saint-Étienne de Dreux. Dit kwam doordat haar zoon het kasteel had verkocht aan koning Lodewijk XVI van Frankrijk in 1783. In 1816 liet de dochter van Lodewijk Jan, Louise Marie Adélaïde van Bourbon, de Koninklijke Kapel de Dreux bouwen, als de nieuwe laatste rustplaats voor haar familie, en de lichamen werden opnieuw verhuisd.

## Nakomelingen
Marie Victoire de Noailles is een directe voorouder van het moderne Huis Orléans, via haar kleindochter, Louise Marie Adélaïde van Bourbon. Die was namelijk gehuwd met hertog Lodewijk Filips II van Orléans, beter bekend als Philippe Égalité. De kleindochter van Victoire werd daardoor de moeder van de latere koning Lodewijk Filips I van Frankrijk. Via het Huis Orléans is zij ook een voorouder van de Belgische, Braziliaanse en Bulgaarse koninklijke families. En ze is ook een voorouder van de Mexicaanse keizerin, Charlotte, vrouw van keizer Maximiliaan.